# Jonathan Iglesias
Jonathan Damián Iglesias Abreu (Montevideo, 17 de diciembre de 1988) es un futbolista uruguayo. Juega de centrocampista y se encuentra sin equipo.

## Trayectoria
Luego de dos buenas campañas en El Tanque Sisley, el entrenador Pablo Alejandro Correa, quien entonces dirigía en el A.S. Nancy francés, fichó al jugador a préstamo. En su primera temporada en Nancy, Iglesias jugó 33 encuentros de la Ligue 2, sin embargo, su continuidad decayó en su segundo año en Francia, y el equipo no ejerció la opción de compra del centrocampista y quedó sin club.
Estuvo seis meses sin club hasta que el uruguayo aceptó la oferta del Clermont Foot de la Ligue 2. Firmó contrato hasta mediados del año 2020 y fue uno de los capitanes del equipo. Estuvo hasta finales de 2021, marchándose al Paris F. C. siendo el cuarto jugador con más partidos, 172, en la historia del club.
En julio de 2023, una vez finalizó su contrato con la entidad parisina, se unió al E. A. Guingamp.

## Estadísticas
Actualizado al último partido disputado el 17 de mayo de 2024.
| Club                              | Div.          | Temporada     | Liga  | Liga  | Copas nacionales | Copas nacionales | Copas internacionales | Copas internacionales | Total | Total |
| Club                              | Div.          | Temporada     | Part. | Goles | Part.            | Goles            | Part.                 | Goles                 | Part. | Goles |
| --------------------------------- | ------------- | ------------- | ----- | ----- | ---------------- | ---------------- | --------------------- | --------------------- | ----- | ----- |
| Racing de Montevideo · Uruguay    | 1.ª           | 2010-11       | 7     | 0     | ―                | ―                | ―                     | ―                     | 7     | 0     |
| Racing de Montevideo · Uruguay    | Total club    | Total club    | 7     | 0     | 0                | 0                | 0                     | 0                     | 7     | 0     |
| C. A. Rentistas · Uruguay         | 1.ª           | 2011-12       | 29    | 1     | ―                | ―                | ―                     | ―                     | 29    | 1     |
| C. A. Rentistas · Uruguay         | Total club    | Total club    | 29    | 1     | 0                | 0                | 0                     | 0                     | 29    | 1     |
| El Tanque Sisley · Uruguay        | 1.ª           | 2012-13       | 20    | 1     | ―                | ―                | ―                     | ―                     | 20    | 1     |
| El Tanque Sisley · Uruguay        | 1.ª           | 2013-14       | 29    | 4     | ―                | ―                | 1                     | 0                     | 30    | 4     |
| El Tanque Sisley · Uruguay        | Total club    | Total club    | 49    | 5     | 0                | 0                | 0                     | 0                     | 50    | 5     |
| A. S. Nancy-Lorraine Francia      | 2.ª           | 2014-15       | 33    | 0     | 5                | 0                | ―                     | ―                     | 38    | 0     |
| A. S. Nancy-Lorraine Francia      | 2.ª           | 2015-16       | 19    | 2     | 3                | 0                | ―                     | ―                     | 22    | 2     |
| A. S. Nancy-Lorraine Francia      | Total club    | Total club    | 52    | 2     | 8                | 0                | 0                     | 0                     | 60    | 2     |
| A. S. Nancy-Lorraine "II" Francia | 5.ª           | 2015-16       | 3     | 0     | ―                | ―                | ―                     | ―                     | 3     | 0     |
| A. S. Nancy-Lorraine "II" Francia | Total club    | Total club    | 3     | 0     | 0                | 0                | 0                     | 0                     | 3     | 0     |
| Clermont Foot Francia             | 2.ª           | 2016-17       | 16    | 1     | 0                | 0                | ―                     | ―                     | 16    | 1     |
| Clermont Foot Francia             | 2.ª           | 2017-18       | 34    | 2     | 2                | 0                | ―                     | ―                     | 36    | 2     |
| Clermont Foot Francia             | 2.ª           | 2018-19       | 33    | 4     | 4                | 1                | ―                     | ―                     | 37    | 5     |
| Clermont Foot Francia             | 2.ª           | 2019-20       | 28    | 1     | 2                | 0                | ―                     | ―                     | 30    | 1     |
| Clermont Foot Francia             | 2.ª           | 2020-21       | 36    | 2     | 1                | 0                | ―                     | ―                     | 37    | 2     |
| Clermont Foot Francia             | 1.ª           | 2021-22       | 15    | 0     | 1                | 1                | ―                     | ―                     | 16    | 1     |
| Clermont Foot Francia             | Total club    | Total club    | 162   | 10    | 10               | 2                | 0                     | 0                     | 172   | 12    |
| Paris F. C. Francia               | 2.ª           | 2021-22       | 18    | 1     | ―                | ―                | ―                     | ―                     | 18    | 1     |
| Paris F. C. Francia               | 2.ª           | 2022-23       | 29    | 3     | 4                | 0                | ―                     | ―                     | 33    | 3     |
| Paris F. C. Francia               | Total club    | Total club    | 47    | 4     | 4                | 0                | 0                     | 0                     | 51    | 4     |
| E. A. Guingamp Francia            | 2.ª           | 2023-24       | 10    | 0     | 0                | 0                | ―                     | ―                     | 10    | 0     |
| E. A. Guingamp Francia            | Total club    | Total club    | 10    | 0     | 0                | 0                | 0                     | 0                     | 10    | 0     |
| Total carrera                     | Total carrera | Total carrera | 359   | 22    | 22               | 2                | 1                     | 0                     | 382   | 24    |
| 1. 2.                             |               |               |       |       |                  |                  |                       |                       |       |       |

## Palmarés

### Títulos nacionales
| Título           | Club                 | País    | Año     |
| ---------------- | -------------------- | ------- | ------- |
| Segunda División | C. A. Rentístas      | Uruguay | 2010-11 |
| Ligue 2          | A. S. Nancy-Lorraine | Francia | 2015-16 |